# Stefania Betcherowa
Stefania Betcherowa (ur. 19 sierpnia 1882 w Warszawie, zm. 2 lipca 1945 tamże) – polska aktorka.

## Życiorys
Córka Jana i Marii z Masłowskich. Występowała od 1910, początkowo w Kijowie, następnie w Częstochowie i Warszawie. Od 1919 występowała na stałe w warszawskich teatrach rewiowych i kabaretowych. W latach 1931–1939 odtwórczyni wielu ról w polskich filmach.